# Пърнар
Пърнарът (Quercus coccifera) е вид топлолюбив вечнозелен дъб, отлично приспособен към климата на Средиземноморието – негов ареал на разпространение. Представлява дребно дърво или по-често храст, с плитко напукана до люспеста сива кора, жилави овални листенца с бодливо-назъбен ръб и приседнали жълъди, чиито купули са покрити от извити навън шипчета – люспи. В България се среща извънредно рядко – в крайните югозападни и южни части на страната и локално в Източна Стара планина до 350 – 400 м н.в. Включен е в Червената книга на Република България със статус „застрашен“. Пърнарът е гостоприемник на видове насекоми от род Kermes, използвани за създаването на извънредно ценено в миналото пурпурночервено багрило; видовият епитет coccifera (гр./лат.) е отражение на тази особеност.

## Галерия
- Дървета
- Жълъд
- Мъжки реси
- Кора